# Pheidole lancifera

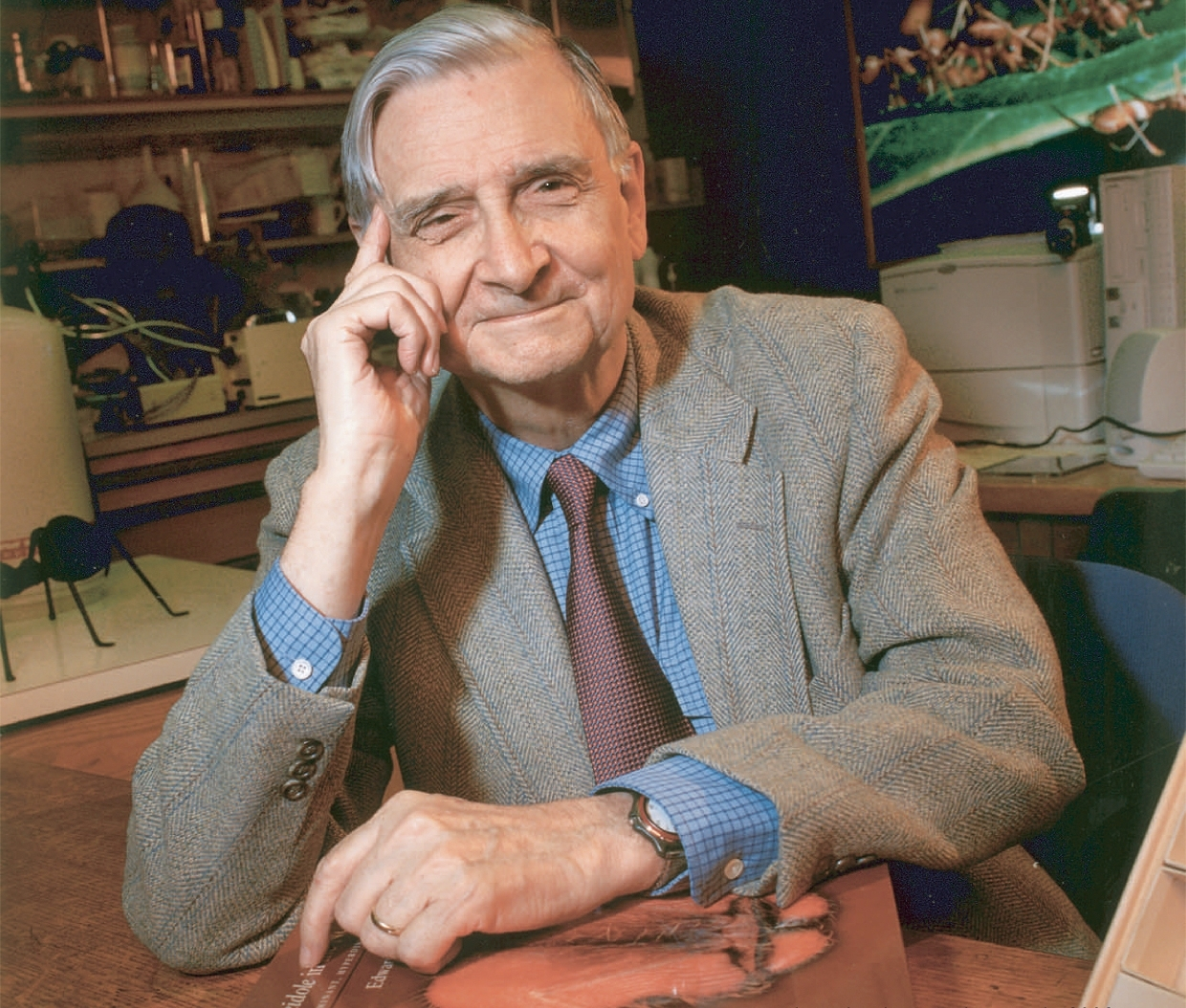
Профессор Эдвард Уилсон, автор первого описания вида.

Pheidole lancifera (лат.) — вид муравьёв рода Pheidole из подсемейства Myrmicinae (Formicidae). Новый Свет.

## Распространение
Южная Америка: Перу, Бразилия.

## Описание
Мелкие земляные мирмициновые муравьи, длина около 2—4 мм, тело одноцветное буровато-чёрное (характерные для рода большеголовые солдаты крупнее рабочих). Переднеспинка блестящая. Проподеум с двумя острыми шипиками, чья длина равна расстоянию между их основаниями, направлены вбок и назад. Затылочный край головы солдат вогнутый. Усики рабочих 12-члениковые с 3-члениковой булавой. Ширина головы крупных солдат — 1,64 мм (длина головы — 1,56 мм). Ширина головы мелких рабочих 0,72 мм, длина головы 0,82 мм, длина скапуса — 1,10 мм. Стебелёк между грудкой и брюшком состоит из двух члеников: петиолюса и постпетиолюса (последний четко отделен от брюшка). Pheidole lancifera относится к видовой группе Pheidole diligens Group и сходен с видами Pheidole anima и Ph. diligens, но отличается длинными расставленными проподеальными шипиками заднегруди, гладкими головой и пронотумом, крупными размерами. Вид описан в 2003 году американским мирмекологом профессором Эдвардом Уилсоном и назван Ph. lancifera по признаку наличия длинных проподеальных шипиков (lancifer, «копьеноситель»).